# 블루스크린

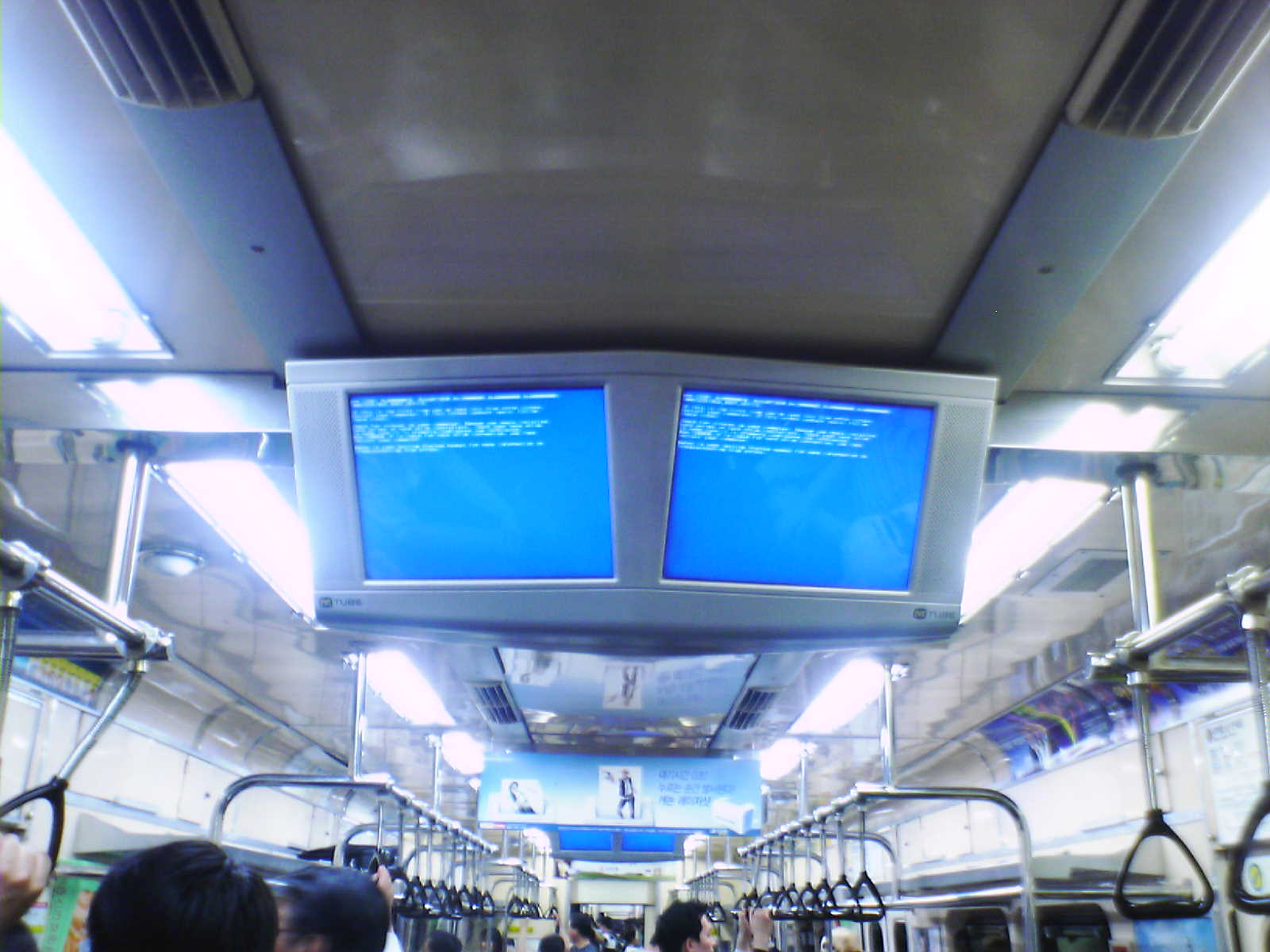
대한민국 수도권 전철 차량 안에 나타난 블루스크린(2005년 11월, 수도권 전철 3호선 차량 내부의 듀얼 모니터에 표출된 모습이다. 당시 사용된 운영체제는 윈도우 2000이다.)

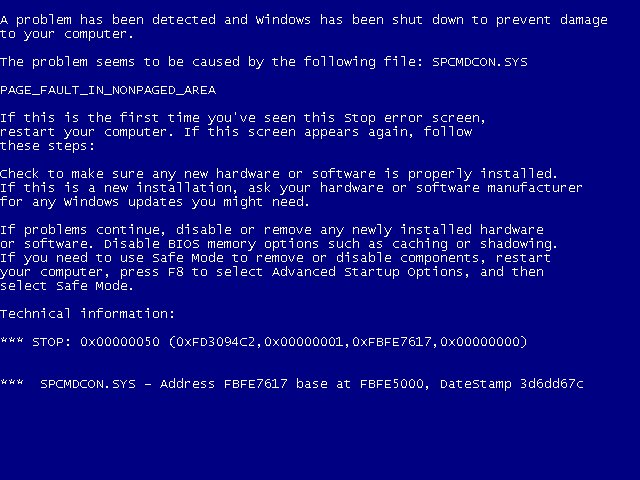
블루스크린의 예시

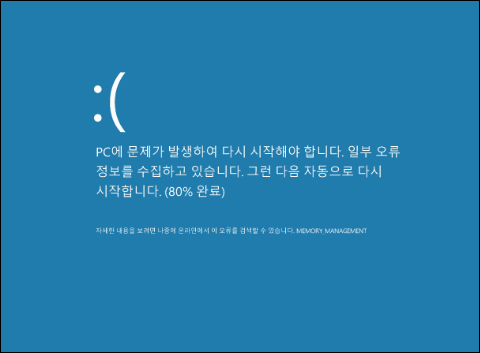
윈도우 8, 윈도우 8.1의 화면. Windows 10은 화면 하단에 QR 코드가 있다.

블루스크린(영어: Blue Screen of Death, BSOD)은 Microsoft Windows 운영체제에서 시스템 오류를 복구하지 못할 때 나타나는 화면을 뜻한다. 이 화면은 Windows 1.0부터 존재했고, 특히 9x 계열(95, 98, me)에 비해 Windows NT 계열이 비교적 자세한 오류 메시지를 출력한다.
Windows Vista(당시 코드명 롱혼)의 초기 버전(빌드 5048 이하)은 부트 로더 오류가 났을 때 빨간 화면이 나타났었다. 윈도우 98에서는 실행 창에 C:\CON\CON을 입력하여 볼 수 있다.윈도 NT 계열의 윈도우에서는 smss.exe나 svchost.exe를 종료시키면 볼 수 있다.
블루스크린은 기본적으로 파란 배경 화면(EGA : 0x01; HTML : #0000AA)에 하얀색 글자(EGA : 0x0F; HTML : #FFFFFF)로 오류 내용을 표시한다. 윈도우 95, 98 그리고 Me는 80x25 텍스트 모드에 픽스트시스 폰트를 사용한다. NT는 80x50 텍스트 모드에 화면 해상도는 720x400이다. XP는 루시다 콘솔 폰트를 사용한다.
이제 컴퓨터를 자동으로 꺼진다.

## 생김새
블루스크린은 윈도우 1.0부터 있었다. 윈도우 1.0의 블루스크린은 알 수 없는 문자로 되어 있다. 이후 윈도우 3.x버전부터 무엇이 문제인지 알려주고, 윈도우 XP부터 자세한 정보를 표시하게 되었다. 윈도우 8부터는 “:(“라는 찡그린 얼굴을 한 이모티콘이 나왔다. 그리고 윈도우 10은 QR 코드가 추가되었으며, 윈도우 11은 배경이 검정으로 바뀌었다. 윈도우 11 빌드 22000.346부터 배경이 다시 파란색으로 돌아왔으나 좀 더 진하다.

## 죽음의 블루스크린 이해
블루스크린은 0x00000022와 같은 숫자와 더불어 FILE_SYSTEM과 같은 메시지를 보여 준다. 이 메시지에 따라 오류 원인을 파악할 수 있다. 블루 스크린에 나타나는 변수는 보통 다음과 같다:
오류 번호 (변수, 변수, 변수, 변수) 오류 이름
위의 정보는 블루 스크린의 원인을 이해하고 판단하는 데 중요하다.
“오류 번호” 값에 따라, 변수의 일부가 임의의 장소에서 잘못 연결된 데이터를 포함할 수 있다.

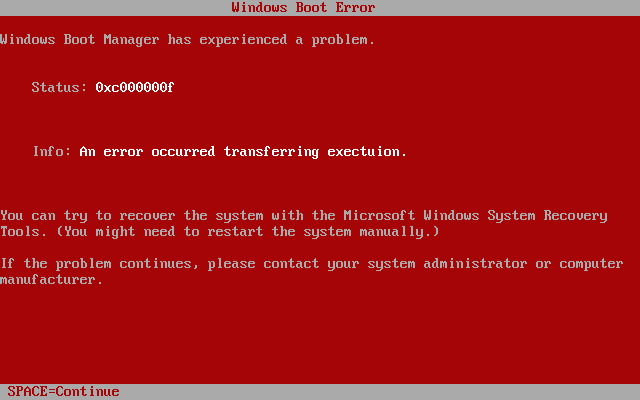
The Red Screen of Death in a post-reset Windows Longhorn build. Note that the word "execution" is misspelt as "exectuion", which was fixed in a later build.

## 대표적으로 발생하는 일
- 프로그램이 응답을 하지 않을 경우에는 시스템이 사용 중입니다라고 제목으로 블루스크린이 뜨는데 이는 사용자가 종료를 시도할 때에 나오는 일이다.(Windows 9x 계열.)
- 하지만, 시스템을 종료하지 않은 상황인데 응답하지 않아 화면이 캄캄하거나 작동을 하지 않은 상황에서 Ctrl+alt+Del버튼을 누르면 주의!라고 뜬다. 시스템이 사용 중입니다라고 블루스크린이 뜰 때에 아무키를 눌러도 주의!라고 스크린이 바뀔 때가 있는데 이는 사용자가 종료하지 않은 상황 즉 시스템이 계속 사용 중일 때 흔히 나오는 스크린이다. 하지만, 시스템이 불안정할 때에도 주의!가 뜨기도 하는데 레드스크린으로 나온다.(역시 Windows 9x 계열이다.)
- 그리고, 블루스크린에 그래픽카드 손상까지 겹치면 그린스크린이 되기도 한다. 이 문제는 그래픽카드 드라이버를 최신 버전으로 깔아 놓으면 해결된다.
- 또 한가지 시스템 상태가 좋지 않은 나머지 램상주 한글폰트마저 쪼개지면 윈도우 1.×버전처럼 기괴한 형태의 블루스크린이 등장하는 경우도 있다. 이 블루스크린은 단순 프로그램 삭제 및 재부팅으로 해결이 안되고 최소 포맷후 윈도우 재설치 해줘야 정상화 되는 경우가 대부분이다.(윈도우 95, 98에서 흔히 볼 수 있음)
- 배드섹터가 생성될 수도 있다.

## 기타
한때 빌 게이츠가 윈도우 98을 발표하고 있을 때 스캐너를 연결하고 드라이버가 인식되기를 기다리다가 오류가 발생한다. 그러자 빌 게이츠는 땀을 뻘뻘 흘리다가 “이게 바로 제가 윈도우 98을 아직 판매하지 않는 이유입니다”라고 언급댔으며 이 사건은 '빌 게이츠의 굴욕' 이란 이름으로 유명해지게 되었다.
또한, 많은 웹사이트에서는 블루스크린을 풍자하기도 한다.

## 같이 보기
- 레드스크린
- 그린스크린
- 퍼플스크린
- 블랙스크린
- 죽음의 화면